# Paula Weishoff
Paula Weishoff   (Hollywood, 1 de maig de 1962) va ser una jugadora de voleibol estatunidenca que va competir durant les dècades de 1980 i 1990.
El 1984 va prendre part en els Jocs Olímpics de Los Angeles, on guanyà la medalla de plata en la competició de voleibol. Vuit anys més tard, als Jocs de Barcelona, guanyà la medalla de bronze en la mateixa competició. La tercera i darrera participació en uns Jocs fou el 1996, a Atlanta, on finalitzà en setena posició.
Jugà a les lligues professionals del Japó, Brasil i Itàlia. En el seu palmarès també destaca una medalla de bronze al Campionat del Món de voleibol de 1982, una de plata als Jocs Panamericans de 1983 i dues d'or i una de plata al Campionat d'Amèrica del Nord. Posteriorment exercí d'entrenadora en diferents equips.